# Nicolás Copérnico
Nicolás Copérnico (en bajo alemán medio y nacido como Niklas Koppernigk; en latín, Nicolaus Copernicus; en polaco, Mikołaj Kopernik; en alemán, Nikolaus Kopernikus) (Toruń, Reino de Polonia, 19 de febrero de 1473-Frombork, Reino de Polonia, 24 de mayo de 1543) fue un polímata renacentista, activo como matemático, astrónomo y canónigo católico, que formuló la teoría heliocéntrica del sistema solar, concebida en primera instancia por Aristarco de Samos, un antiguo astrónomo griego que formuló tal modelo unos dieciocho siglos antes.
Tras casi cerca de veinticinco años de trabajo y desarrollo, la publicación en 1543 de su libro De revolutionibus orbium coelestium (Sobre las revoluciones de las orbes celestes) —donde expuso su modelo poco antes de su muerte—, fue uno de los acontecimientos más importantes de la historia de la ciencia, desencadenando la revolución copernicana y realizando una contribución pionera a la revolución científica en la época del Renacimiento.
Políglota y polímata, obtuvo un doctorado en derecho canónico y fue matemático, astrónomo, médico, erudito clásico, traductor, gobernador, diplomático y economista. Desde 1497 fue canónigo del cabildo catedralicio de la arquidiócesis de Varmia. En 1517 derivó una teoría cuantitativa del dinero, un concepto clave en economía, y en 1519 formuló un principio económico que más tarde se llamó Ley de Gresham.
Debido a su enorme contribución a la astronomía, en 1935 se dio el nombre «Copernicus» a uno de los mayores cráteres lunares, ubicado en el Mare Insularum.
Sus libros serían incluidos en el Index librorum prohibitorum, muchos años después de su muerte, con el caso Galileo.

## Biografía
Nicolás Copérnico nació el 19 de febrero de 1473 en Thorn, Prusia Real perteneciente al Reino de Polonia.
Su padre era un comerciante de Cracovia y su madre era hija de un rico comerciante de Toruń. Nicolás era el pequeño de cuatro hermanos. Su hermano Andrés se convirtió en canónigo agustino en Frauenburg. Su hermana Bárbara, que lleva el nombre de su madre, se convirtió en monja benedictina y, en sus últimos años, priora de un convento en Chełmno; moriría después de 1517. Su hermana Catalina se casó con el empresario y concejal de la ciudad de Toruń, Bartolo Gertner, y dejó cinco hijos, a quienes Nicolás cuidó hasta el final de su vida. Copérnico nunca se casó y se desconoce que hubiera tenido hijos, pero desde al menos 1531 hasta 1539 sus relaciones con Ana Schilling, una ama de llaves interna, fueron consideradas escandalosas por dos obispos de Varmia que lo instaron, a lo largo de los años, a romper relaciones con su «amante».

### Familia paterna
La familia paterna de Copérnico se remonta a un pueblo de la región de Silesia, entre Nysa y la frontera actual con la República Checa. El nombre del pueblo se ha escrito de diversas formas: Kopernik, Copernik, Copernic, Kopernic, Coprirnik y hoy Koperniki. En el siglo XIV, los miembros de la familia comenzaron a trasladarse a otras ciudades de Silesia, a la capital polaca, por aquel entonces Cracovia (1367), y a Toruń (1400). El padre, Nicolás «el Viejo», probablemente el hijo de Jan, provenía de la línea de Cracovia.
Nicolás recibió el nombre de su padre, quien aparece en los registros por primera vez como un comerciante acomodado que mercadeaba con cobre, vendiéndolo principalmente en Gdansk. Alrededor de 1458 se mudó a Toruń, situado a orillas del río Vístula, con la población envuelta en ese momento en la Guerra de los Trece Años, en la que el Reino de Polonia y la Confederación Prusiana, una alianza de ciudades, nobleza y clero prusianos, lucharon contra la Orden Teutónica por el control de la región. En esta guerra, ciudades hanseáticas como Gdansk y Toruń, ciudad natal de Nicolás Copérnico, optaron por apoyar al rey de Polonia, Casimiro IV Jagellón, quien prometió respetar la tradicional independencia de las ciudades que la Orden Teutónica había desafiado. El padre de Nicolás participó activamente en la política del momento y apoyó a Polonia y las ciudades contra la Orden Teutónica. En 1454 medió en las negociaciones entre el cardenal polaco Zbigniew Oleśnicki y las ciudades prusianas para el pago de los préstamos de guerra. En la Paz de Toruń (1466), la Orden Teutónica renunció formalmente a todos los reclamos sobre su provincia occidental, posteriormente conocida como Prusia Real o «Prusia polaca» reconociendo el derecho de la Corona del Reino sobre esta, hasta la primera (1772) y la segunda (1793) partición de Polonia.
El padre de Copérnico se casó con Bárbara Watzenrode, la madre del astrónomo, entre 1461 y 1464, y murió alrededor de 1483.

### Familia materna

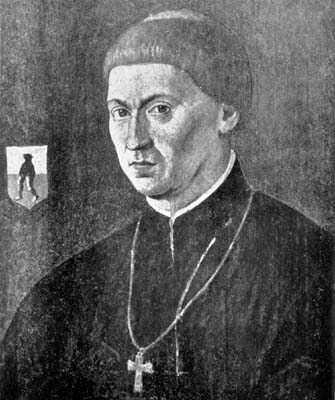
Lucas Watzenrode «el Joven».

La madre de Nicolás, Bárbara Watzenrode, era hija de un rico patricio y concejal de la ciudad de Toruń, Lucas Watzenrode «el Viejo» (fallecido en 1462), y Catalina (viuda de Jan Peckau), mencionada en otras fuentes como Catalina Rüdiger gente Modlibóg (fallecida en 1476). Los Modlibóg eran una familia polaca prominente que había sido bien conocida en la historia de Polonia desde 1271. La familia Watzenrode, como la familia Kopernik, había venido de Silesia desde cerca de Świdnica, y después de 1360 se había establecido en Toruń. Pronto se convirtieron en una de las familias patricias más ricas e influyentes. A través de las extensas relaciones familiares por matrimonio de Watzenrodes, Copérnico se relacionó con familias ricas de Toruń, Gdansk y Elbląg, y con prominentes familias nobles polacas de Prusia: los Czapskis, Działyńskis, Konopackis y Kościeleckis. Lucas y Catalina tuvieron tres hijos: Lucas Watzenrode «el Joven» (1447-1512), que se convertiría en obispo de Varmia y mecenas de Copérnico; Bárbara, la madre del astrónomo (fallecida después de 1495); y Cristina (fallecida antes de 1502), que en 1459 se casó con el comerciante y alcalde de Toruń, Tiedeman von Allen.
Lucas Watzenrode «el Viejo», un rico comerciante y en 1439-1462 presidente del tribunal, fue un decidido oponente de los Caballeros Teutónicos. En 1453 fue delegado de Toruń en la conferencia de Grudziądz que planeó el levantamiento contra ellos. Durante la Guerra de los Trece Años que siguió, apoyó activamente el esfuerzo bélico de las ciudades prusianas con subsidios monetarios sustanciales (solo una parte de los cuales recuperó más tarde), con actividad política en Toruń y Gdansk, y luchando personalmente en batallas en Łasin y Malbork. Murió en 1462.
Lucas Watzenrode «el Joven», tío materno y mecenas del astrónomo, se educó en la Universidad de Cracovia (ahora Universidad Jaguelónica) y en las universidades de Colonia y Bolonia. Como su padre, fue un acérrimo opositor de la Orden Teutónica, y su Gran Maestre una vez se refirió a él como «el diablo encarnado». En 1489, Watzenrode fue elegido obispo de Varmia en contra de la preferencia del rey Casimiro IV, que esperaba instalar a su propio hijo, Federico Jagellón, en ese asiento. Como resultado, Watzenrode se enemistó con el rey hasta la muerte de este tres años después. Watzenrode pudo entonces entablar estrechas relaciones con tres monarcas polacos sucesivos: Juan I Alberto, Alejandro I Jagellón y Segismundo I «el Viejo». Fue amigo y asesor clave de cada gobernante, y su influencia fortaleció enormemente los lazos entre Varmia y Polonia propiamente dicha. Watzenrode llegó a ser considerado el hombre más poderoso de Varmia, y su riqueza, conexiones e influencia le permitieron asegurar la educación y la carrera de Copérnico como canónigo en la Frauenburg.

### Educación

#### En Polonia
Tras la muerte de su padre, el tío materno del joven Nicolás, Lucas Watzenrode, amparó al niño bajo su protección y se encargó de su educación y carrera. Watzenrode mantuvo contactos con destacadas figuras intelectuales de Polonia y era amigo del influyente humanista nacido en Italia y cortesano de Cracovia, Filippo Buonaccorsi. No se conservan documentos primarios sobre los primeros años de la infancia y la educación de Copérnico. Los biógrafos de Copérnico suponen que Watzenrode envió por primera vez al joven Copérnico a la Escuela de San Juan, en Toruń, donde él mismo había sido maestro. Más tarde, según Armitage, el niño asistió a la Escuela de la Catedral en Włocławek —a unos 33 km al sudeste de Toruń siguiendo el río Vístula hacia arriba—, que preparó a los alumnos para ingresar a la Universidad de Cracovia, la alma máter de Watzenrode en la capital de Polonia.

#### Universidad de Cracovia (1491-1495)

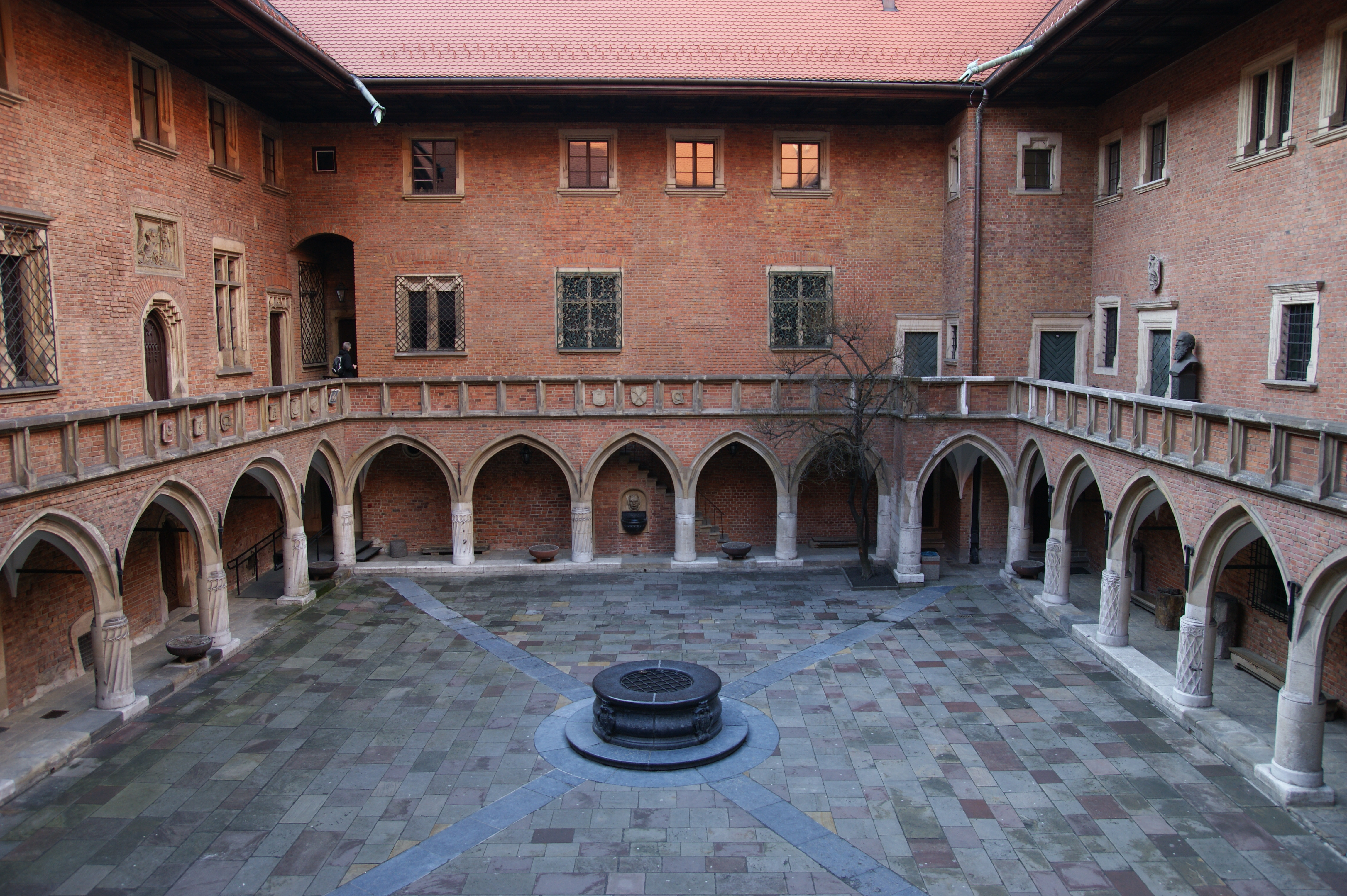
El Collegium Maius de la Universidad Jaguelónica, alma mater polaca de Copérnico.

En el semestre de invierno de 1491-1492, Copérnico, como «Nicolaus Nicolai de Thuronia», se matriculó junto con su hermano Andrés en la Universidad de Cracovia (ahora Universidad Jaguelónica). Copérnico comenzó sus estudios en el Departamento de Artes (desde el otoño de 1491, presumiblemente hasta el verano u otoño de 1495) en el apogeo de la Escuela de Matemáticas y Astrología de Cracovia, adquiriendo las bases para sus posteriores logros matemáticos. Según una tradición posterior pero creíble de Juan Brożek, Copérnico fue alumno de Alberto Brudzewski, quien para entonces —desde 1491— era profesor de filosofía aristotélica pero enseñaba astronomía de forma privada fuera de la universidad; Copérnico se familiarizó con el comentario ampliamente leído de Brudzewski a Theoricæ novæ planetarum de Georg von Peuerbach y casi seguro asistió a las conferencias de Bernardo de Biskupie y Wojciech Krypa de Szamotuły, y probablemente a otras conferencias astronómicas de Juan de Glogovia, Miguel de Breslavia, Wojciech de Pniewy y Marcin Bylica.

#### Astronomía matemática
Los estudios de Copérnico en Cracovia le dieron una base sólida en la astronomía matemática que se enseña en la universidad (aritmética, geometría, óptica geométrica, cosmografía, astronomía teórica y computacional) y un buen conocimiento de los escritos filosóficos y de ciencias naturales de Aristóteles (Sobre el cielo, Metafísica) y Averroes, estimulando su interés por el aprendizaje y acercándolo a la cultura humanística. Copérnico amplió los conocimientos que adquirió de las aulas universitarias con la lectura independiente de los libros que obtuvo durante sus años en Cracovia (Euclides, Abenragel, las Tablas alfonsíes, Tabulae directionum de Johann Müller Regiomontano); de este período, probablemente, también datan sus primeras notas científicas, ahora conservadas en parte en la Universidad de Upsala. En Cracovia, Copérnico comenzó a recopilar una gran biblioteca sobre astronomía; más tarde, los suecos se lo llevarían como botín de guerra durante El Diluvio en la década de 1650 y ahora se encuentra en la Biblioteca de la Universidad de Upsala.

#### Contradicciones en los sistemas de Aristóteles y Ptolomeo
Los cuatro años de Copérnico en Cracovia jugaron un papel importante en el desarrollo de sus facultades críticas e iniciaron su análisis de las contradicciones lógicas en los dos sistemas «oficiales» de astronomía: la teoría de las esferas homocéntricas de Aristóteles y el mecanismo de las excéntricas y los epiciclos de Claudio Ptolomeo, cuya superación y eliminación serían el primer paso hacia la creación de la propia doctrina de Copérnico sobre la estructura del universo.

#### Varmia (1495-1496)
Sin obtener un título, probablemente en el otoño de 1495, Copérnico dejó Cracovia por la corte de su tío Watzenrode, quien en 1489 había sido elevado a Príncipe-Obispo de Varmia y pronto (antes de noviembre de 1495) trató de colocar a su sobrino en la canonjía de Varmia, vacante desde el 26 de agosto de 1495 por la muerte de su inquilino anterior, Jan Czanow. Por razones poco claras, probablemente debido a la oposición de una parte del cabildo que apeló dicha decisión a Roma, la toma de posesión de Copérnico se retrasó, lo que inclinó a Watzenrode a enviar a sus dos sobrinos a estudiar derecho canónico en Italia, aparentemente con miras a promover sus carreras eclesiásticas y, por lo tanto, también fortaleciendo su propia influencia en el cabildo de Varmia.
El 20 de octubre de 1497, Copérnico, por poder, logró acceder formalmente a la canonjía de Varmia que le había sido otorgada dos años antes. A esto, mediante un documento fechado el 10 de enero de 1503 en Padua, agregaría una sinecura en la Colegiata de la Santa Cruz y San Bartolomé en Breslavia (por entonces en la Corona de Bohemia). A pesar de haber recibido un indulto papal el 29 de noviembre de 1508 para recibir más beneficios, a lo largo de su carrera eclesiástica Copérnico no solo no adquirió más prebendas y estaciones más altas (prelado) en el cabildo, sino que en 1538 renunció a la sinecura de Breslavia. No está claro si alguna vez fue ordenado sacerdote, aunque sería probable, ya que en 1537 fue uno de los cuatro candidatos para la sede episcopal de Varmia, cargo que requería la ordenación. Copérnico tomó órdenes menores, que fueron suficientes para asumir una canonjía capitular.

#### Universidad de Bolonia (1496-1501)
Mientras tanto, dejando Varmia a mediados de 1496, posiblemente con el séquito del canciller del cabildo, Jerzy Pranghe, que se dirigía a Italia en otoño, posiblemente en octubre, Copérnico llegó a Bolonia y unos meses después (después del 6 de enero de 1497) se inscribió en el registro de la «nación alemana» de la Universidad de Juristas de Bolonia, que incluía a jóvenes polacos de Silesia, Prusia y Pomerania, así como a estudiantes de otras nacionalidades.
Durante su estadía de tres años en Bolonia, que ocurrió entre el otoño de 1496 y la primavera de 1501, Copérnico pareció haberse dedicado con más entusiasmo al estudio de las humanidades —probablemente asistiendo a conferencias de Filippo Beroaldo, Urceo Codro, Giovanni Garzoni y Alejandro Achillini— y de la astronomía que del derecho canónico (recibió su doctorado después de siete años, tras un segundo regreso a Italia en 1503). Conoció al famoso astrónomo Domenico Maria Novara da Ferrara y se convirtió en su discípulo y asistente. Copérnico estaba desarrollando nuevas ideas inspiradas en la lectura del »Epítome del Almagesto» (Epitome in Almagestum Ptolemei) de Georg von Peuerbach y Johann Müller Regiomontano. Verificó sus observaciones sobre ciertas peculiaridades de la teoría de Ptolomeo sobre el movimiento de la Luna, realizando el 9 de marzo de 1497 en Bolonia una memorable observación de la ocultación de Aldebarán, la estrella más brillante de la constelación de Tauro, por la luna. El Copérnico humanista buscó la confirmación de sus crecientes dudas a través de la lectura atenta de autores griegos y latinos (Pitágoras, Aristarco de Samos, Cleómedes, Cicerón, Plinio el Viejo, Plutarco, Filolao, Heráclides Póntico, Ecfanto, Platón), reuniendo, especialmente en Padua, información histórica parcial sobre antiguos sistemas astronómicos, cosmológicos y de calendario.

#### Roma (1500)
Copérnico pasó el Año Santo de 1500 en Roma, donde llegó con su hermano Andrés esa primavera, indudablemente para realizar una formación en la curia romana. Sin embargo, continuó aquí también su trabajo astronómico iniciado en Bolonia, observando, por ejemplo, un eclipse lunar en la noche del 5 al 6 de noviembre de 1500. Según un relato posterior de Georg Joachim Rheticus, Copérnico también, probablemente en privado, en algún lugar de La Sapienza romana, como «Profesor Mathematum» (profesor de astronomía) entregó «a numerosos... estudiantes y... principales maestros de la ciencia» conferencias públicas dedicadas probablemente a una crítica de las soluciones matemáticas de la astronomía contemporánea.

#### Universidad de Padua (1501-1503)
En su viaje de regreso, deteniéndose brevemente en Bolonia a mediados de 1501, Copérnico regresó a Varmia. Después de recibir el 28 de julio del cabildo una prórroga de dos años de permiso para estudiar medicina (ya que «en el futuro puede ser útil un asesor médico de nuestro Reverendo Superior [Obispo Lucas Watzenrode] y de los señores del cabildo»), a finales del verano o en el otoño regresó nuevamente a Italia, probablemente acompañado por su hermano Andrés, y por el canónigo Bernhard Sculteti. Esta vez estudió en la Universidad de Padua, famosa por ser una sede de estudios médicos y, excepto por una breve visita a Ferrara en mayo-junio de 1503 para aprobar los exámenes y recibir su doctorado en derecho canónico, permaneció en Padua desde el otoño de 1501 hasta el verano de 1503.
Copérnico estudió medicina probablemente bajo la dirección de los principales profesores de Padua: Bartolomeo Montagnana, Girolamo Fracastoro, Gabriele Zerbi, Alessandro Benedetti, y leyó los tratados médicos que adquirió en ese momento, de Vasco de Taranta, Jan Mesue, Hugo Senensis, Jan Ketham, Arnau de Vilanova y Michele Savonarola, que formarían el embrión de su biblioteca médica posterior.

#### Astrología
Una de las materias que debió estudiar Copérnico fue la astrología, ya que se consideraba parte importante de la educación médica. Sin embargo, a diferencia de la mayoría de los otros astrónomos prominentes del Renacimiento, parece que nunca practicó ni expresó interés alguno por la astrología.[cita requerida]

#### Estudios griegos
Como en Bolonia, Copérnico no se limitó a sus estudios oficiales. Probablemente fueron los años de Padua los que vieron el comienzo de sus intereses helenísticos. Se familiarizó con la lengua y la cultura griegas con la ayuda de la gramática de Teodoro Gaza y el diccionario de Johannes Baptista Chrestonius, ampliando sus estudios sobre la antigüedad, iniciados en Bolonia, a los escritos de Basilio Besarión, Lorenzo Valla y otros. También parece haber evidencia de que fue durante su estancia en Padua cuando finalmente cristalizó la idea de basar un nuevo sistema del mundo en el movimiento de la Tierra. Cuando se acercaba el momento de que Copérnico regresara a casa, en la primavera de 1503 viajó a Ferrara donde, el 31 de mayo de 1503, habiendo superado los exámenes obligatorios, se le concedió el grado de Doctor en Derecho Canónico. Sin duda, fue poco después (a más tardar, en el otoño de 1503) cuando abandonó Italia definitivamente para regresar a Varmia.

### Observaciones planetarias
Copérnico realizó tres observaciones de Mercurio, con errores de −3, −15 y −1 minutos de arco. Hizo una de Venus, con un error de −24 minutos. Se hicieron cuatro de Marte, con errores de 2, 20, 77 y 137 minutos; y otras cuatro de Júpiter, con errores de 32, 51, −11 y 25 minutos. Hizo cuatro de Saturno, con errores de 31, 20, 23 y −4 minutos.[cita requerida]

### Otras observaciones
Con Novara, Copérnico observó una ocultación de Aldebarán por la luna el 9 de marzo de 1497. Copérnico también observó una conjunción de Saturno y la Luna el 4 de marzo de 1500, como también un eclipse de Luna el 6 de noviembre de 1500.[cita requerida]

### Trabajo
Habiendo completado todos sus estudios en Italia, Copérnico, de 30 años, regresó a Varmia donde viviría los 40 años restantes de su vida, además de breves viajes a Cracovia y a las ciudades prusianas cercanas: Toruń, Gdansk, Elbląg, Grudziądz, Malbork, Königsberg.
El Príncipe-Obispado de Varmia disfrutó de una autonomía sustancial, con su propia Dieta (parlamento) y unidad monetaria (igual que en las otras partes de la Prusia Real) y tesorería.
Copérnico fue secretario y médico de su tío desde 1503 hasta 1510 (o quizás hasta la muerte de su tío el 29 de marzo de 1512) y residió en el castillo del obispo en Lidzbark, donde comenzó a trabajar en su teoría heliocéntrica. En su carácter oficial, participó en casi todas las funciones políticas, eclesiásticas y administrativo-económicas de su tío. Desde principios de 1504, Copérnico acompañó a Watzenrode a las sesiones de la dieta real prusiana celebrada en Malbork y Elbląg y «participó... en todos los eventos más importantes del complejo juego diplomático que ese ambicioso político y estadista jugó en defensa de los intereses particulares de Prusia y Warmia, entre la hostilidad a la Orden [Teutónica] y la lealtad a la Corona polaca».
De 1504 a 1512, Copérnico realizó numerosos viajes como parte del séquito de su tío: en 1504, a Toruń y Gdansk, a una sesión del Consejo Real de Prusia en presencia del rey de Polonia, Alejandro I Jagellón; a sesiones de la dieta prusiana en Malbork (1506), Elbląg (1507) y Sztum (1512); y es posible que hubiese asistido a una sesión de Poznan (1510) y a la coronación del rey Segismundo I Jagellón de Polonia en Cracovia (1507). El itinerario de Watzenrode sugiere que en la primavera de 1509 Copérnico pudo haber asistido al Sejm de Cracovia.

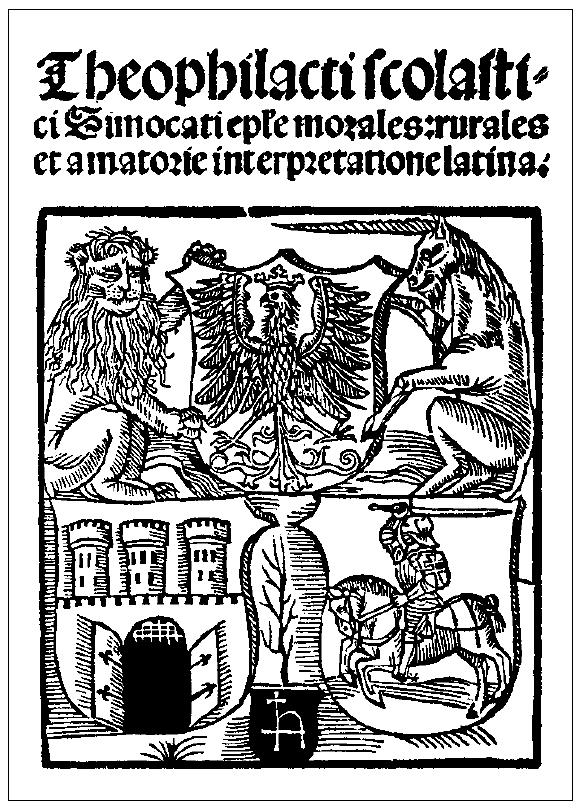
La traducción de Copérnico de las Epístolas de Teofilacto Simocates. La portada muestra el escudo de armas de Polonia, Lituania y Cracovia (en el sentido de las agujas del reloj desde arriba).

Probablemente fue en esta última ocasión en Cracovia, cuando Copérnico envió para su impresión en la imprenta de Johann Haller su traducción del griego al latín de una colección del historiador bizantino del siglo VII, Teofilacto Simocates, de 85 poemas breves llamados Epístolas, o letras, supuestamente acontecidas entre varios personajes en una historia griega. Son de tres tipos: «morales», que ofrecen consejos sobre cómo debe vivir la gente; «pastoral», dando pequeñas imágenes de la vida del pastor; y «amoroso», que comprende poemas de amor y están dispuestos para seguirse unos a otros en una rotación regular de temas. Copérnico había traducido los versos griegos a prosa latina, y publicó su versión como Theophilacti scolastici Simocati epistolae morales, rurales et amatoriae interpretatione latina, que dedicó a su tío en agradecimiento por todos los beneficios que había recibido de él. Con esta traducción, Copérnico se declaró del lado de los humanistas] en la lucha sobre la cuestión de si la literatura griega debería ser revivida. La primera obra poética de Copérnico fue un epigrama griego, compuesto probablemente durante una visita a Cracovia, para el epitalamio de Jan Dantyszek con motivo de la boda de Bárbara de Zápolya con el rey Segismundo I en 1512.

#### Commentariolus: un esbozo inicial de una teoría heliocéntrica
Algún tiempo antes de 1514, Copérnico escribió un esbozo inicial de su teoría heliocéntrica conocida sólo por transcripciones posteriores, con el título (quizás dado por un copista), Nicolai Copernici de hypothesibus motuum coelestium a se constitutis commentariolus, comúnmente conocido como Commentariolus. Era una descripción teórica sucinta del mecanismo heliocéntrico del mundo, sin aparato matemático, y difería en algunos detalles importantes de construcción geométrica de De revolutionibus; pero ya estaba basado en las mismas suposiciones con respecto a los movimientos triples de la Tierra. Commentariolus, que Copérnico vio conscientemente como un mero primer esbozo de su libro planificado, no estaba destinado a la distribución impresa. Sólo puso a disposición de sus conocidos más cercanos unas pocas copias manuscritas, incluidos, al parecer, varios astrónomos de Cracovia con quienes colaboró entre 1515 y 1530 en la observación de eclipses. Tycho Brahe incluiría un fragmento de Commentariolus en su propio tratado, Astronomiae instauratae progymnasmata, publicado en Praga en 1602, basado en un manuscrito que había recibido del médico y astrónomo bohemio Tadeáš Hájek, amigo de Rheticus. Commentariolus aparecería completo impreso por primera vez en 1878.

#### Observaciones astronómicas (1513-1516)
En 1510 o 1512, Copérnico se mudó a Frauenburg, una localidad situada al norte, a orillas del mar Báltico. Allí, en abril de 1512, participó en la elección de Fabián de Lossainen como Príncipe-Obispo de Varmia. Fue entonces a principios de junio de 1512 que el cabildo le dio a Copérnico una «curia externa», una casa fuera de los muros defensivos del monte de la catedral. En 1514 compró la torre noroeste dentro de los muros de la fortaleza de Frauenburg. Mantendría estas dos residencias hasta el final de su vida, a pesar de la devastación de los edificios del cabildo por una incursión contra la localidad llevada a cabo por la Orden Teutónica en enero de 1520, durante la cual probablemente se destruyeron los instrumentos astronómicos de Copérnico. Copérnico realizó observaciones astronómicas entre 1513 y 1516, presumiblemente desde su curia externa; y en 1522-1543, desde una «pequeña torre» no identificada (turricula), utilizando instrumentos primitivos inspirados en los antiguos: el cuadrante, el triquetrum, la esfera armilar. En Frauenburg, Copérnico realizó más de la mitad de sus más de sesenta observaciones astronómicas registradas.

#### Tareas administrativas en Varmia
Habiéndose establecido permanentemente en Frauenburg, donde residiría hasta el final de su vida, con interrupciones desde 1516 a 1519, y de 1520 y 1521, Copérnico se encontró en el centro económico y administrativo del cabildo de Varmia, que también era uno de los dos principales centros de la vida política de Varmia. En la difícil y políticamente compleja situación de Varmia, amenazada exteriormente por las agresiones de la Orden Teutónica (ataques de bandas teutónicas; la guerra polaco-teutónica; los planes de Alberto para anexionar Varmia), internamente sujeta a fuertes presiones separatistas (la selección de los príncipes-obispos de Varmia; reforma monetaria), él, junto con parte del cabildo, representó un programa de estricta cooperación con la Corona polaca y demostró en todas sus actividades públicas (la defensa de su país contra los planes de conquista de la Orden; propuestas para unificar su sistema monetario con el de la Corona polaca; apoyo a los intereses de Polonia en la administración eclesiástica del dominio de Varmia) que era conscientemente ciudadano de la República Polaco-Lituana. Poco después de la muerte de su tío Watzenrode, participó en la firma del Segundo Tratado de Piotrków Trybunalski (7 de diciembre de 1512), que rige el nombramiento del obispo de Varmia, declarando, a pesar de la oposición de parte del cabildo, la cooperación leal con la corona polaca.
Ese mismo año (antes del 8 de noviembre de 1512), Copérnico asumió la responsabilidad, como magister pistoriae, de administrar las empresas económicas del cabildo (volvería a ocupar este cargo en 1530), habiendo cumplido ya desde 1511 las funciones de canciller y visitador de los estados del cabildo.
Sus deberes administrativos y económicos no distrajeron a Copérnico, entre 1512 y 1515, de su intensa actividad de observación. Los resultados de sus observaciones de Marte y Saturno en este período, y especialmente una serie de cuatro observaciones del Sol realizadas en 1515, condujo al descubrimiento de la variabilidad de la excentricidad de la Tierra y del movimiento del ápside solar en relación con las estrellas fijas, que entre 1515 y 1519 provocó sus primeras revisiones de ciertos supuestos de su sistema. Algunas de las observaciones que hizo en este período pudieron haber tenido relación con una propuesta de reforma del calendario juliano realizada en la primera mitad de 1513 a petición del obispo de Fossombrone, Paul de Middelburg. Sus contactos en este asunto en el período del Quinto Concilio de Letrán fueron recordados más tarde en una mención complementaria en la epístola dedicatoria de Copérnico en De revolutionibus orbium coelestium y en un tratado de Paul de Middelburg, Secundum compendium correctis Calendarii (1516), que menciona a Copérnico entre los sabios que habían enviado al Consejo propuestas para la enmienda del calendario.
Durante 1516-21, Copérnico residió en el castillo de Olsztyn como administrador económico de Varmia, incluidos Olsztyn y Pieniężno. Mientras estuvo allí, escribió un manuscrito, Locationes mansorum desertorum (Ubicaciones de feudos abandonados), con miras a poblar esos feudos con granjeros industriosos y así impulsar la economía de Varmia. Cuando Olsztyn fue sitiado por los Caballeros Teutónicos durante la Guerra Polaco-Teutónica, Copérnico dirigió la defensa de Olsztyn y Varmia por parte de las fuerzas reales polacas. También representó a la parte polaca en las negociaciones de paz posteriores.

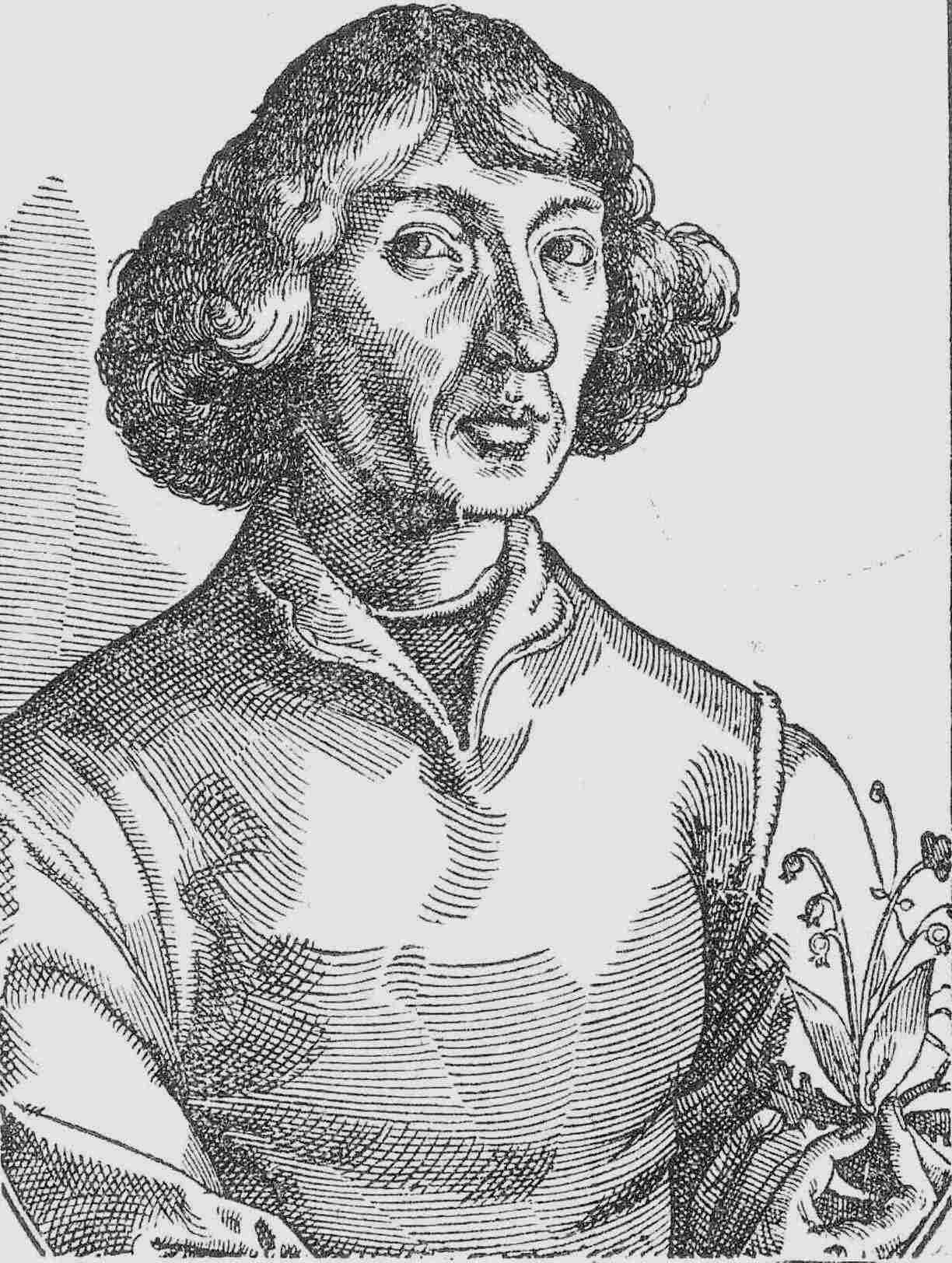
Copérnico sosteniendo un lirio del valle, retrato de Nicolás Reusner, 1587.

#### Asesor en la reforma monetaria
Copérnico durante años asesoró al sejmik real prusiano sobre la reforma monetaria, particularmente en la década de 1520, cuando esa era una cuestión importante en la política regional prusiana. En 1526 escribió un estudio sobre el valor del dinero, Monetae cudendae ratio. En él formuló una iteración temprana de la teoría, ahora llamada ley de Gresham, que la acuñación «mala» (envilecimiento) saca de circulación a la moneda «buena» (no envilecida), varias décadas antes que Thomas Gresham. En 1517 también estableció una teoría cuantitativa del dinero, un concepto principal en la economía hasta el día de hoy. Las recomendaciones de Copérnico sobre la reforma monetaria fueron ampliamente leídas por los líderes de Prusia y Polonia en sus intentos por estabilizar la moneda.[cita requerida]

#### Sistema copernicano presentado al papa
En 1533, Johann Widmanstetter, secretario del papa Clemente VII, explicó el sistema heliocéntrico de Copérnico al papa y a dos cardenales. El papa estaba tan complacido que le dio a Widmanstetter un valioso regalo. En 1535, Bernard Wapowski escribió una carta a un caballero en Viena, instándolo a publicar un almanaque adjunto, que, según él, había sido escrito por Copérnico. Esta es la única mención de un almanaque de Copérnico en los registros históricos. El «almanaque» era probablemente las tablas de posiciones planetarias de Copérnico. La carta de Wapowski menciona la teoría de Copérnico sobre los movimientos de la tierra. De la petición de Wapowski no salió nada, porque murió un par de semanas después.
Tras la muerte del príncipe-obispo de Varmia, Mauricio Ferber, el 1 de julio de 1537, Copérnico participó en la elección de su sucesor, Juan Dantisco, acaecida el 20 de septiembre de 1537. Copérnico fue uno de los cuatro candidatos para el puesto, escrito por iniciativa de Tiedemann Giese; pero su candidatura fue en realidad pro forma, ya que Dantisco había sido nombrado anteriormente obispo coadjutor de Ferber y dado que Dantisco tenía el respaldo del rey Segismundo I Jagellón el Viejo. Al principio, Copérnico mantuvo relaciones amistosas con el nuevo Príncipe-Obispo, ayudándolo médicamente en la primavera de 1538 y acompañándolo ese verano en una gira de inspección de las propiedades del cabildo. Pero ese otoño, su amistad se tensó por las sospechas sobre el ama de llaves de Copérnico, Ana Schilling, a quien Dantisco desterró de Frauenburg en la primavera de 1539.

#### Trabajo médico
En su juventud, el Copérnico médico había tratado a su tío, hermano y otros miembros del cabildo. En años posteriores fue llamado a asistir a los obispos ancianos que a su vez ocupaban la sede de Varmia (Mauricio Ferber y Juan Dantisco) y, en 1539, a su viejo amigo Tiedemann Giese, obispo de Chełmno. Al tratar a pacientes tan importantes, a veces buscaba consultas de otros médicos, incluido el médico del duque Alberto y, por carta, del médico real polaco.
En la primavera de 1541, el duque Alberto, ex Gran Maestre de la Orden Teutónica que había convertido el Estado Monástico de los Caballeros Teutónicos en un reino luterano y hereditario, el Ducado de Prusia, al rendir homenaje a su tío, el rey de Polonia, Segismundo I Jagellón el Viejo: convocó a Copérnico a Königsberg para que atendiera al consejero del duque, Georg von Kunheim, que había caído gravemente enfermo y por quien los médicos prusianos parecían incapaces de hacer nada. Copérnico fue de buena gana; había conocido a von Kunheim durante las negociaciones sobre la reforma monetaria. Y Copérnico había llegado a sentir que el propio Alberto no era tan mala persona; los dos tenían muchos intereses intelectuales en común. El cabildo fácilmente le dio permiso a Copérnico para ir, ya que deseaba permanecer en buenos términos con el duque, a pesar de su fe luterana. En aproximadamente un mes, el paciente se recuperó y Copernico regresó a Frauenburg. Durante un tiempo, siguió recibiendo informes sobre el estado de von Kunheim y enviándole consejos médicos por carta.

#### Ataques protestantes al sistema copernicano
Algunos de los amigos cercanos de Copérnico se hicieron protestantes, pero Copérnico nunca mostró una tendencia en esa dirección. Los primeros ataques contra él provinieron de los protestantes. Willem Gnapheus, un refugiado neerlandés establecido en Elbląg, escribió una comedia en latín, Morosophus (El sabio tonto), y la representó en la escuela de latín que había establecido allí. En la obra, Copérnico fue caricaturizado como el epónimo Morosophus, un hombre altivo, frío y distante que incursionaba en la astrología, se consideraba inspirado por Dios y se rumoreaba que había escrito una gran obra que se estaba pudriendo en un cofre.
En otros lugares, los protestantes fueron los primeros en reaccionar ante la noticia de la teoría de Copérnico. Felipe Melanchthon escribió:

Algunas personas creen que es excelente y correcto resolver algo tan absurdo como lo hizo ese astrónomo sármata [es decir, polaco] que mueve la tierra y detiene el sol. De hecho, los gobernantes sabios deberían haber reprimido tal ligereza.

Sin embargo, en 1551, ocho años después de la muerte de Copérnico, el astrónomo Erasmus Reinhold publicó, bajo el patrocinio del antiguo adversario militar de Copérnico, el duque protestante Alberto, las Tablas prusianas, un conjunto de tablas astronómicas basadas en el trabajo de Copérnico. Los astrónomos y astrólogos lo adoptaron rápidamente en lugar de sus predecesores.

### Heliocentrismo
Algún tiempo antes de 1514, Copérnico puso a disposición de sus amigos su Commentariolus (Pequeño comentario), un manuscrito que describe sus ideas sobre la hipótesis heliocéntrica.[cita requerida] Contenía siete suposiciones básicas (detalladas a continuación). A partir de entonces, continuó recopilando datos para un trabajo más detallado. Alrededor de 1532, Copérnico básicamente había completado su trabajo sobre el manuscrito de De revolutionibus orbium coelestium; pero a pesar de la insistencia de sus más allegados, se resistió a publicar abiertamente sus puntos de vista, no queriendo, según confesó, correr el riesgo del escarnio «al que se expondría por la novedad e incomprensibilidad de sus tesis».

#### Recepción del sistema copernicano en Roma
En 1533, Johann Albrecht Widmannstetter pronunció una serie de conferencias en Roma en las que esbozó la teoría de Copérnico. El papa Clemente VII y varios cardenales escucharon las conferencias y se interesaron por la teoría. El 1 de noviembre de 1536, el cardenal Nikolaus von Schönberg, arzobispo de Capua, escribió a Copérnico desde Roma:

Hace algunos años me llegó la noticia de tu habilidad, de la que todo el mundo hablaba constantemente. En ese momento comencé a tenerte en muy alta estima... Porque había aprendido que no sólo habías dominado extraordinariamente bien los descubrimientos de los antiguos astrónomos, sino que también habías formulado una nueva cosmología. En ella sostienes que la tierra se mueve; que el sol ocupa el lugar más bajo, y por lo tanto el central, en el universo... Por lo tanto, con la mayor seriedad le ruego, muy erudito señor, a menos que le cause inconvenientes, que comunique este descubrimiento suyo a los eruditos, y en el momento más temprano posible que me envíe sus escritos sobre la esfera del universo junto con las tablas y cualquier otra cosa que tenga que sea relevante para este tema...[cita requerida]

Para entonces, el trabajo de Copérnico se acercaba a su forma definitiva, y los rumores sobre su teoría habían llegado a personas cultas de toda Europa. A pesar de los apremios de muchos sectores, Copérnico retrasó la publicación de su libro, tal vez por temor a las críticas, un temor delicadamente expresado en la posterior dedicación de su obra maestra al papa Paulo III. Los eruditos no están de acuerdo sobre si la preocupación de Copérnico se limitaba a posibles objeciones astronómicas y filosóficas, o si también le preocupaban las objeciones religiosas.[cita requerida]

### De revolutionibus orbium coelestium
Copérnico todavía estaba trabajando en De revolutionibus orbium coelestium —aunque no estaba seguro de querer publicarlo— cuando en 1539 Georg Joachim Rheticus, un matemático de Wittenberg, llegó a Frauenburg. Felipe Melanchthon, un aliado teológico cercano de Martín Lutero, había hecho arreglos para que Rheticus visitara a varios astrónomos y estudiara con ellos. Rheticus se convirtió en alumno de Copérnico, se quedó con él durante dos años y escribió un libro, Narratio prima (Primer relato), que describe la esencia de la teoría de Copérnico. En 1542, Rheticus publicó un tratado sobre trigonometría de Copérnico (más tarde incluido como capítulos 13 y 14 del Libro I de De revolutionibus). Bajo una fuerte presión de Rheticus, y habiendo visto la primera recepción general favorable de su trabajo, Copérnico finalmente accedió a entregar De revolutionibus a su amigo cercano, Tiedemann Giese, obispo de Chełmno, para ser entregado a Rheticus para su impresión por el impresor alemán Johannes Petreius en la ciudad alemana de Núremberg. Si bien Rheticus supervisó inicialmente la impresión, tuvo que abandonar Núremberg antes de que se completara y cedió la tarea de supervisar el resto de la impresión a un teólogo luterano, Andreas Osiander.
Osiander agregó un prefacio no autorizado y sin firmar, defendiendo el trabajo de Copérnico contra aquellos que pudieran sentirse ofendidos por sus hipótesis novedosas. Argumentó que «a veces se ofrecen diferentes hipótesis para un mismo movimiento [y por lo tanto] el astrónomo tomará como primera opción la hipótesis que sea más fácil de comprender». Según Osiander, «estas hipótesis no necesitan ser verdaderas ni siquiera probables. [S]i proporcionan un cálculo consistente con las observaciones, eso solo es suficiente».

### Muerte

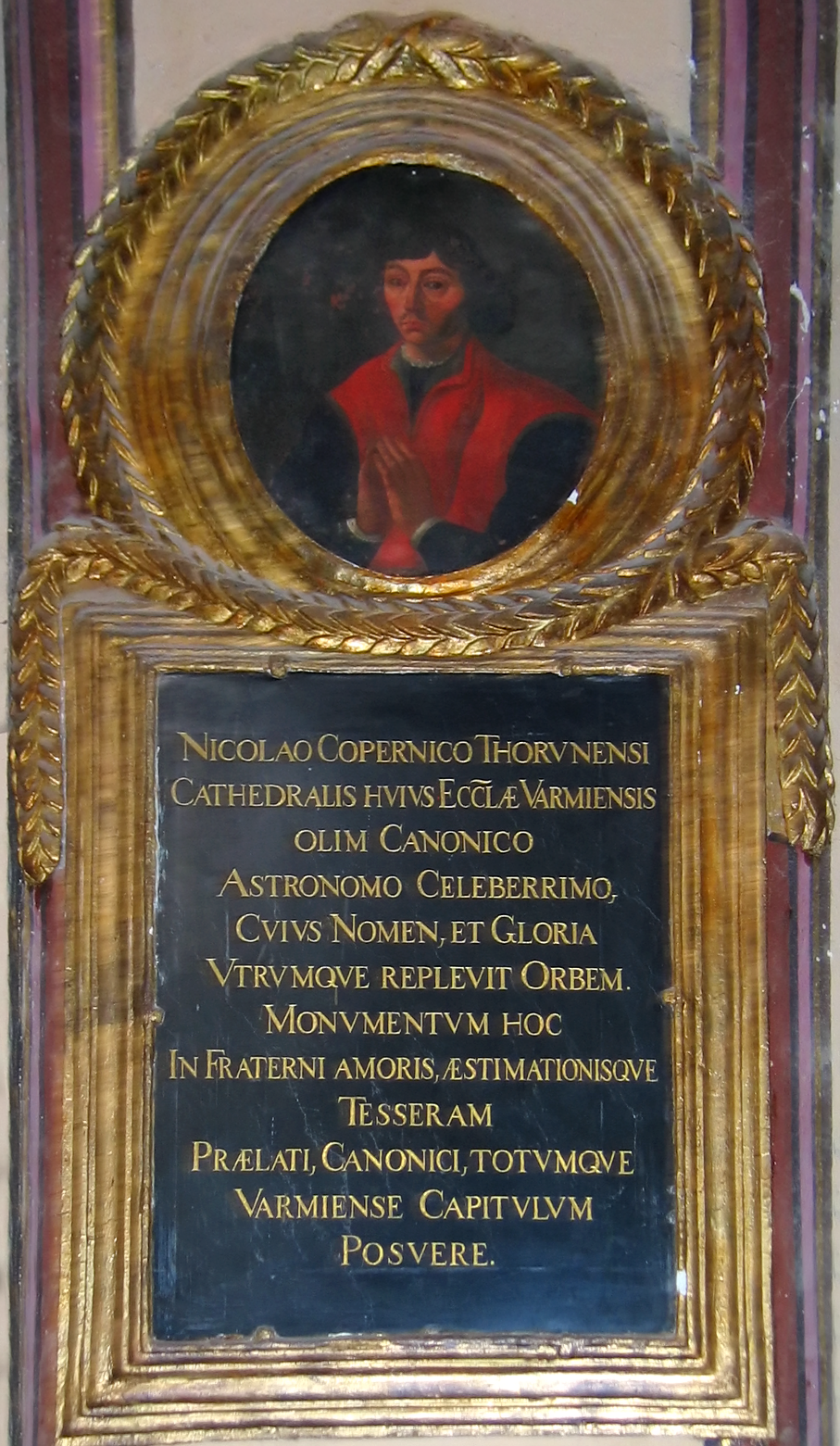
Epitafio en latín de 1735, catedral de Frauenburg.

Hacia finales de 1542, Copérnico sufrió un accidente cerebrovascular, lo que le provocó una parálisis, y murió a los 70 años el 24 de mayo de 1543. Cuenta la leyenda que el mismo día de su muerte se le entregaron las últimas páginas impresas de su De revolutionibus orbium coelestium, lo que le permitió despedirse del trabajo de su vida. Se dice que se despertó de un coma inducido por un derrame cerebral, miró su libro y luego murió en paz.[cita requerida]
Según los informes, Copérnico fue enterrado en la catedral de Frauenburg, donde se encontraba un epitafio de 1580 hasta que fue desfigurado y reemplazado en 1735. Durante más de dos siglos, los arqueólogos buscaron en vano los restos de Copérnico en la catedral. Los esfuerzos para localizarlos en 1802, 1909 y 1939 habían fracasado. En 2004, un equipo dirigido por Jerzy Gąssowski, director del instituto de arqueología y antropología de la Academia de Humanidades Aleksandra Gieysztora en Pułtusk, inició una nueva búsqueda, guiado por la investigación del historiador Jerzy Sikorski. En agosto de 2005, después de escanear debajo del suelo de la catedral, descubrieron lo que creían que eran los restos de Copérnico.
El descubrimiento se anunció, después de unas cuantas investigaciones, el 3 de noviembre de 2005. Gąssowski dijo que estaba «casi 100% seguro de que era Copérnico». El experto forense, el capitán Dariusz Zajdel, del Laboratorio Forense Central de la Policía Polaca, utilizó el cráneo para reconstruir un rostro que se parecía mucho a los rasgos —incluida una nariz rota y una cicatriz sobre el ojo derecho— de un autorretrato de Copérnico. El experto también determinó que el cráneo pertenecía a un hombre que había muerto alrededor de los 70 años, la edad de Copérnico en el momento de su muerte.
La tumba estaba en mal estado y no se encontraron todos los restos del esqueleto; faltaba, entre otras cosas, la mandíbula inferior. El ADN de los huesos encontrados en la tumba coincidía con muestras de cabello tomadas de un libro propiedad de Copérnico que se guardaba en la biblioteca de la Universidad de Upsala en Suecia.
El 22 de mayo de 2010, tras un traslado procesional por varias localidades del norte de Polonia, Copérnico recibió un segundo funeral en una misa oficiada por José Kowalczyk, ex nuncio papal en Polonia y recién nombrado primado de Polonia, y José Zycinski, arzobispo de Lublin. Los restos de Copérnico se volvieron a enterrar en el mismo lugar de la catedral de Frauenburg donde se había encontrado parte de su cráneo y otros huesos. Una lápida de granito negro ahora lo identifica como el fundador de la teoría heliocéntrica y canónigo de la iglesia. La lápida lleva una representación del modelo del sistema solar de Copérnico: un Sol dorado rodeado por seis de los planetas.

## Legado
Copérnico está considerado como el precursor de la astronomía moderna, aportando las bases que permitieron a Newton culminar la revolución astronómica, al pasar de un universo geocéntrico a un cosmos heliocéntrico y cambiando irreversiblemente la mirada del cosmos que había prevalecido hasta entonces.
Así, lo que se conoce como revolución copernicana es su formulación de la teoría heliocéntrica, según la cual, la Tierra y los otros astros giran alrededor del Sol. A pesar de lo meritorio de su hallazgo, Copérnico no se apercibió de todas las consecuencias que dicho sistema necesariamente implicaba. Sería Giordano Bruno, un filósofo, quien más tarde completaría la revolución teórica que llevaba aparejada esta hipótesis: más allá del ámbito matemático y cuantitativo, desde un punto de vista lógico se llegaría a desechar las tradicionales nociones aristotélicas y escolásticas acerca de la finitud y unicidad de un universo ordenado según esferas concéntricas.

## Inspiradores, según Copérnico, de su teoría
Copérnico no fue el inventor de la teoría heliocéntrica. Según Arquímedes y Plutarco, el astrónomo griego Aristarco de Samos era partidario del heliocentrismo, desde el siglo III antes de nuestra era. Copérnico menciona, por otra parte, a su predecesor, así como las fuentes antiguas que le inspiraron la hipótesis del movimiento de la Tierra. Según su propio testimonio, comenzó sus investigaciones, como buen humanista, leyendo los textos de los Antiguos:

Por esa razón yo me he tomado el trabajo de leer los libros de todos los filosófos que he podido obtener, para buscar si alguno de entre ellos había pensado alguna vez que los movimientos de las esferas del mundo son distintos de los que admiten los que enseñan las matemáticas en las escuelas. Y encontré primero en Cicerón que Niceto pensaba que la Tierra se movía. Mas tarde he encontrado también en Plutarco que algunos otros tuvieron esa misma idea.
 Nicolás Copérnico  De Revolutionibus orbium coelestium

Nombró en una cita de [pseudo] Plutarco, a Filolao el pitagórico (para el que la Tierra giraba, como el Sol y todos los astros, alrededor de un fuego central), Heráclides Póntico y Ecfanto el pitagórico (que admitían la rotación de la Tierra alrededor de su eje). Y continúa: 

Partiendo de ahí, yo mismo he comenzado, también, a pensar en la movilidad de la Tierra.

Hay que notar que, si Copérnico reconocía que estos astrónomos antiguos tuvieron la idea del movimiento de la Tierra, él no señala que Heráclides había imaginado, además de la rotación de la Tierra sobre ella misma, que Mercurio y Venus giraban alrededor del Sol, ni que Aristarco estaba en el origen de un sistema heliocéntrico: Se contenta con escribir que, según algunos, Aristarco, como Filolao, había admitido la movilidad de la Tierra. Esta única mención de Aristarco, por otra parte, fue tachada en el manuscrito y no apareció en la versión impresa del De Revolutionibus.
Copérnico hace referencia a Martianus Capella, así como a algunos otros latinos, que estimaron, en efecto, que Venus y Mercurio giran alrededor del Sol, que está en el centro, y por esta razón no se pueden separar de él más de lo que les permiten las convexidades de sus órbitas. El sistema de Capella (que él llama sistema egipcio, y que es el de Héraclides), en el cual solo Venus y Mercurio giran alrededor del Sol, y este último y los otros planetas giran alrededor de la Tierra, pudo haber llevado a  Copérnico a la vía del heliocentrismo.

## Modelo heliocéntrico
En 1533, Johann Albrecht Widmannstetter envió a Roma una serie de cartas resumiendo la teoría de Copérnico. Estas fueron oídas con gran interés por el papa Clemente VII y varios cardenales.
Para 1536, el trabajo de Copérnico estaba cercano a su forma definitiva, y habían llegado rumores acerca de su teoría a oídos de toda Europa. Copérnico fue urgido a que la publicase desde diferentes partes del continente.
En una epístola fechada en noviembre de 1536, el arzobispo de Capua, el cardenal Nikolaus von Schönberg, pidió a Copérnico que comunicara más ampliamente sus ideas y solicitó una copia para sí. Algunos han sugerido que esta carta pudo haber hecho a Copérnico sospechoso al publicarla, mientras que otros han sugerido que esto indicaba el deseo de la Iglesia de asegurarse que sus ideas fueran publicadas.[cita requerida]
A pesar de la presión ejercida por parte de diversos grupos, Copérnico retrasó la publicación de su libro, tal vez por miedo a la crítica. Algunos historiadores consideran que, de ser así, estaba más preocupado por el impacto en el mundo científico que en el religioso.
Las ideas principales de su teoría eran:
- Los movimientos celestes son uniformes, eternos y circulares o compuestos de diversos ciclos (epiciclos).
- El centro del universo se encuentra cerca del Sol.
- Orbitando alrededor del Sol, en orden, se encuentran Mercurio, Venus, la Tierra, la Luna, Marte, Júpiter y Saturno (aún no se conocían Urano y Neptuno).
- Las estrellas son objetos distantes que permanecen fijos y, por lo tanto, no orbitan alrededor del Sol.
- La Tierra presenta tres movimientos: la rotación diaria, la revolución anual y la inclinación anual de su eje.
- El movimiento retrógrado de los planetas es explicado por el movimiento de la Tierra.
- La distancia de la Tierra al Sol es pequeña comparada con la distancia a las estrellas.

## De revolutionibus orbium coelestium
Su obra maestra, De revolutionibus orbium coelestium (Sobre las revoluciones de las esferas celestes), fue escrita a lo largo de unos veinticinco años de trabajo (1507-1532) y fue publicada póstumamente en 1543 por Andreas Osiander, pero muchas de las ideas básicas y de las observaciones que contiene circularon a través de un opúsculo titulado De hypothesibus motuum coelestium a se constitutis commentariolus (no editado hasta 1878), que, pese a su brevedad, es de una gran precisión y claridad.

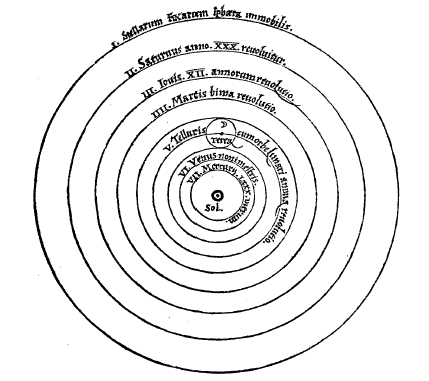
El sistema copernicano (De revolutionibus orbium coelestium)

Copérnico estudió los escritos de los filósofos griegos buscando referencias al problema del movimiento terrestre, especialmente los pitagóricos y Heráclides Póntico, quienes creían en dicha teoría. En cuanto a la teoría heliocéntrica en sí, hasta donde se sabe hoy, fue concebida por primera vez por Aristarco de Samos (310-230 a. C.), a quien curiosamente no nombra en su obra. Es preciso centrar el valor real de sus estudios en el hecho de reimponer teorías ya rechazadas por el «sentido común» y de darles una estructura científica coherente.

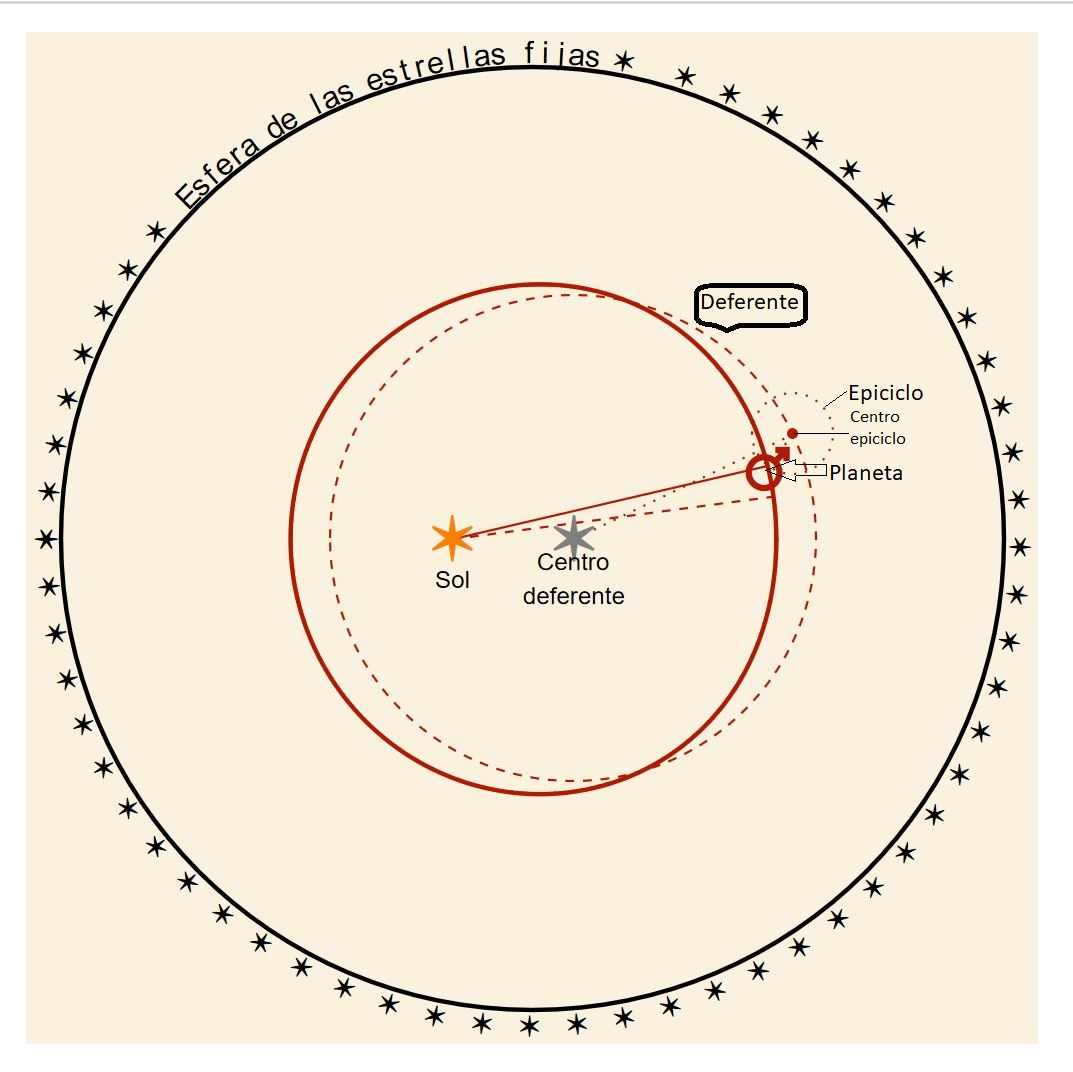
Modelo de Copérnico para los planetas exteriores

La ruptura básica que representaba para las ideas medievales, la sustitución de un cosmos cerrado y jerarquizado, con el hombre como centro, por un universo homogéneo e indeterminado, situado alrededor del Sol, hizo dudar a Copérnico de publicar su obra, siendo consciente de que aquello le podía acarrear problemas con la Iglesia. Por desgracia, a causa de una enfermedad que le produjo la muerte, no alcanzó a verla publicada. 
Copérnico aún estaba trabajando en el De revolutionibus orbium coelestium (aunque aún no convencido de querer publicarlo) cuando en 1539 Georg Joachim Rheticus, un matemático de Wittenberg, llegó a Frombork. Philipp Melanchthon había arreglado para Rheticus su visita a diversos astrónomos y el estudio con ellos. Rheticus se convirtió en pupilo de Copérnico, conviviendo con él durante dos años. Rheticus leyó el manuscrito de Copérnico y de inmediato escribió un resumen no técnico de sus principales teorías, en la forma de una carta abierta dirigida a Schöner, su profesor de astrología en Núremberg, y más tarde publicó esta carta en forma de libro titulado Narratio Prima (primera descripción), en Dánzig en 1540. El amigo de Rheticus y mentor, Gasser Aquiles, publicó una segunda edición de la Narratio en Basilea en 1541. En 1542 Rheticus publicó un tratado de trigonometría escrito por Copérnico (incluido después en el segundo libro de De revolutionibus). 
Bajo gran presión de Rheticus, y habiendo visto la reacción favorable del público respecto a su trabajo, Copérnico finalmente accedió a entregar el libro a su amigo cercano, Tiedemann Giese, obispo de Chełmno (Kulm), para que lo diera a Rheticus y fuera impreso por Johannes Petreius en Núremberg. La primera edición del De Revolutionibus apareció en 1543 (el mismo año de la muerte del autor), con una larga introducción en la que dedica la obra al papa Paulo III, atribuyendo su motivo ostensible para escribirla a la incapacidad de los astrónomos previos para alcanzar un acuerdo en una teoría adecuada de los planetas y haciendo notar que si su sistema incrementaba la exactitud de las predicciones astronómicas, esto permitiría que la Iglesia desarrollara un calendario más exacto (un tema por entonces de gran interés y una de las razones para financiar la astronomía por parte de la Iglesia).
El trabajo en sí estaba dividido en seis libros:
1. Visión general de la teoría heliocéntrica y una explicación corta de su concepción del mundo.
2. Básicamente teórico, presenta los principios de la astronomía esférica y una lista de las estrellas (como base para los argumentos desarrollados en libros siguientes).
3. Dedicado principalmente a los movimientos aparentes del Sol y a fenómenos relacionados.
4. Descripción de la Luna y sus movimientos orbitales.
5. Explicación concreta del nuevo sistema.
6. Explicación concreta del nuevo sistema (continuación).

### Ediciones
- De revolutionibus orbium coelestium (en latín). Amsterdam: Willem Jansz Blaeu. 1617.
- De revolutionibus orbium coelestium (en latín). Nürnberg: Johann Petreius. 1543.

## Significado de la obra

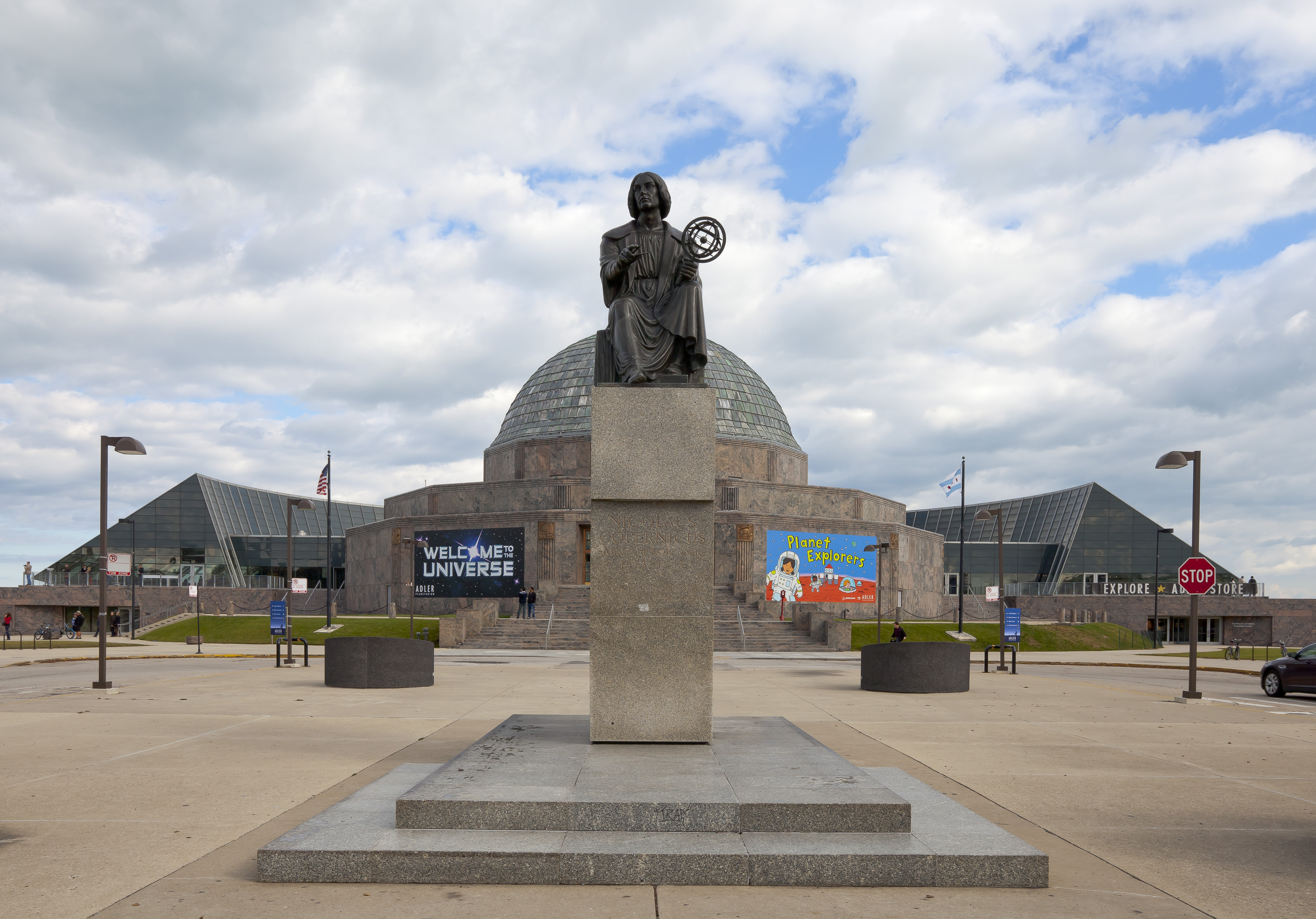
Estatua de Nicolás Copérnico frente al Planetario Adler de Chicago (Estados Unidos)

La importancia de la obra de Copérnico es ser una obra revolucionaria, precursora de grandes cambios científicos. Dicho carácter revolucionario no radica solo en sus escritos, sino en poner en marcha unos caminos que romperán las barreras del pensamiento. No debemos olvidar que la obra de Copérnico sigue ligada al Mundo Antiguo, ya que ciertas premisas platónicas siguen vigentes en su pensamiento, como los dos grandes principios de uniformidad y circularidad. Sin embargo, con su obra se afianza otra gran idea propia de la modernidad: la naturaleza va perdiendo su carácter teológico, la Tierra ya no es el centro del universo, sino que Copérnico la desplaza a una posición móvil, como la de cualquier otro planeta.
A partir de Copérnico se desencadena la idea de que el hombre ahora está gobernado por su Razón, que será la facultad del ser humano que hace que tome parte en el ordenamiento del Universo. Así el hombre pasa a ser un ser autónomo que basa dicha autonomía en su capacidad de raciocinio. La razón humana puede ahora apoderarse de la Naturaleza: dominarla y controlarla. Así, el hombre deja de ser el centro físico del Universo para convertirse en el centro racional del Universo. A partir de ahora nos enfrentamos al mundo, no contemplándolo, sino construyendo hipótesis a través de las capacidades del hombre, que contrastadas con la naturaleza se podrán dar por válidas o no.
En este caso particular, Copérnico tuvo en contra al cristianismo de la época que hacía suyos los presupuestos aristotélicos del mundo antiguo. Aristóteles escribió sobre teoría literaria, política, ética, metafísica, lógica, meteorología, física, biología, astronomía… y todo ello integrado coherentemente, lo que hacía muy difícil atacar una parte sin atacar al todo. A la vez, permitía, por esa misma razón, dejar de lado pequeñas dificultades que pudieran surgir en aspectos parciales. Esa es la razón fundamental de su permanencia como visión del mundo a lo largo de dos mil años. Si además se añade que, tras su descubrimiento por parte del mundo medieval, este sistema fue cristianizado y asumido por la Iglesia católica a través de la obra de santo Tomás de Aquino, comprenderemos mejor la resistencia que opuso a su superación y hasta qué punto determinó, no solo la historia de la astronomía, sino de la ciencia y de la cultura.

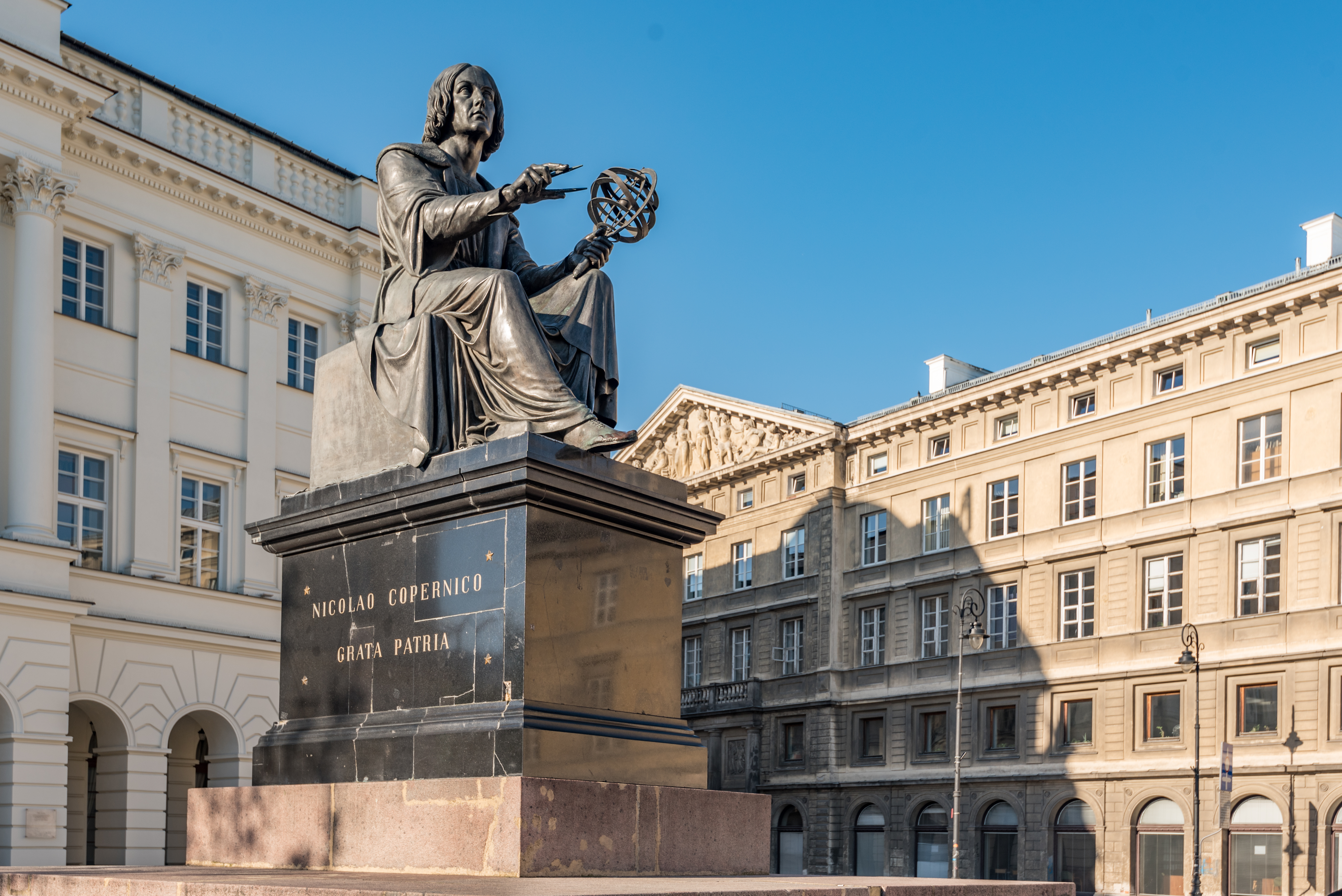
Monumento en honor a Nicolás Copérnico en Varsovia (Polonia)

La difusión de la teoría copernicana se lleva a cabo sobre un fondo político e histórico, en el que es de importancia fundamental el problema religioso existente desde 1517 con la irrupción en escena del luteranismo. En 1545 se inició el Concilio de Trento, que después de tres sesiones, con su final en 1563, deja establecida la reforma radical de la Iglesia e impone un programa de recuperación y defensa del dogma frente al mundo reformista. Pío V y Gregorio XIII, entre 1566 y 1585, culminarán el proceso de recuperación de la Iglesia católica en la segunda mitad del siglo XVI, solventado los problemas de disensión interna y de jerarquía. Difunden la enseñanza eclesiástica y recuperan importancia e influencia en los países en los que la creencia protestante se había hecho fuerte. Pero los sucesos acaecidos en los cielos a finales del siglo XVI y las observaciones que Copérnico hizo de estos, minaron ciertamente la autoridad y credibilidad de la filosofía que sustentaba la astronomía ptolemaica. La Iglesia protestante paulatinamente se rinde ante la situación y su oposición al heliocentrismo desaparece. Se da un vuelco en la situación. A partir del final de siglo será la Iglesia católica la que, utilizando su poder organizado en la Inquisición, convertirá al heliocentrismo en el enemigo más inmediato.
La obra de Copérnico y los cambios que propone se proyectan sobre el estado anterior de la astronomía y sobre el entramado científico y filosófico que con él se asociaban. En el texto que ahora comentamos, el autor hace un breve repaso por todas aquellas partes de la astronomía anterior a él que quedan obsoletas a partir de sus descubrimientos: la inseguridad sobre los movimientos del Sol y la Luna (ya que sus movimientos anuales no se podían establecer con seguridad), la explicación del movimiento de los planetas tampoco resultaba aceptable, ya que no se utilizaban los mismos supuestos para todos (puesto que en unos casos se emplean círculos homocéntricos, en otros excéntricos, epiciclos, etc.), y sobre todo, que el Universo era tomado como un sistema por partes que carece de unidad. De esta manera, al final del texto, el autor reflexiona y explica que la astronomía que le precedía era confusa en el sentido de que no se seguían principios seguros, sino que en unos casos se usaban unas explicaciones, en otros otras, y que por lo tanto se llega a un «método» incompleto (puesto que si las hipótesis que se plantearon fueran ciertas, ciertamente podrían demostrarse con facilidad).
Las ideas principales de la obra de Copérnico, que se oponen a las anteriores a él, son, entre otras, su idea de preservar la unidad de movimientos y crear un sistema de círculos más racional. El helioestatismo y el heliocentrismo no son las premisas, sino la conclusión. Además, elimina los ecuantes de la astronomía porque no parecen respetar los principios básicos de Platón. Cambia también de hipótesis y toma la de que el Sol permanece quieto y la Tierra se mueve (con una serie de movimientos distintos: el movimiento de rotación, el de traslación y el de declinación que sirve para explicar los equinoccios). Para esto, Copérnico plantea sus hipótesis: que no existe un centro único de todas las esferas celestes y que además el centro de la Tierra no es el centro del Universo (sino el centro lunar y el centro de gravedad).
Todas las esferas giran en torno al Sol, que es el centro de giro de ellas, y el Sol está en las proximidades del centro del Mundo; supera el problema del paralaje si pensamos que las estrellas están a una distancia mucho mayor de lo que se pensaba anteriormente. Además, cualquier movimiento que parezca realizado en la esfera de las estrellas no es tal, sino que lo que se mueve es la Tierra (que gira cada día y da una vuelta completa, mientras que la esfera de las estrellas está inmóvil). De esta misma manera, los movimientos del Sol no se deben a él, sino a la Tierra que gira en torno a él igual que el resto de planetas; y los movimientos retrógrados y directos de los planetas no se deben a ellos, sino al movimiento de la Tierra. Vemos, por lo tanto, que el plantear la hipótesis de que la Tierra se mueve sirve para explicar muchas de las irregularidades de los movimientos del Universo: elimina antiguos problemas y herramientas complicadas como los ecuantes, las esferas celestes, etc.

## Reconocimientos

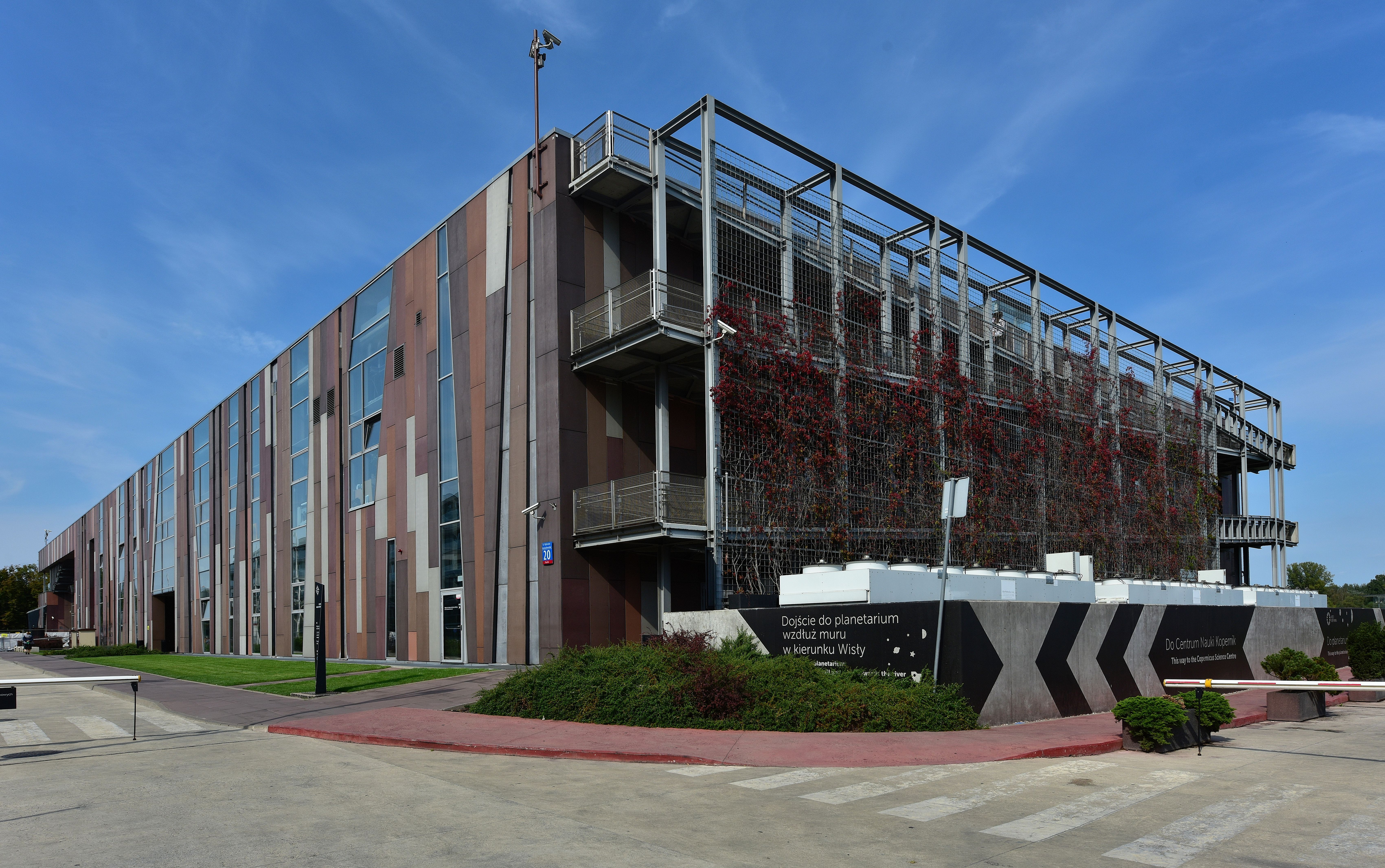
Inaugurado en 2010, el Copernicus Science Center (Varsovia) es el museo de ciencia más grande de Polonia.

- Su nombre figura en el Calendario de Santos Luterano.
- El cráter lunar Copernicus recibió este nombre en su honor.
- El asteroide (1322) Coppernicus también le debe su nombre.
- El Programa Espacial Copernicus (en inglés, Copernicus Programme) de la ESA también debe su nombre al astrónomo.
- En el estado de Nueva York existe el Observatorio Kopernik y Centro de Ciencia (en inglés, Kopernik Observatory & Science Center), designado así en su honor.
- En memoria de Nicolás Copérnico, el 19 de febrero de 2010 la IUPAC nombra al elemento 112 de la tabla periódica como copernicio.